# Carentan

Carentan este o comună în departamentul Manche, Franța. În 1 ianuarie 2018 avea o populație de 5.853 de locuitori.